# Lafayette S. Foster
Lafayette S. Foster (Franklin, 1806. november 22. – Norwich, 1880. szeptember 19.) az Amerikai Egyesült Államok Connecticut államának szenátora.